# Philomélos
Philomélos (en grec ancien Φιλόμηλος / Philómêlos) est un personnage de la mythologie grecque. Hygin rapporte une légende crétoise où il est le fils de Déméter et Iasion. Il est le frère de Ploutos.
Il inventa la charrue poussé par la nécessité et parce que son frère riche et avare ne l'aidait pas. Déméter, admirative de l'invention de son fils, le représenta dans le ciel étoilé en train de labourer (constellation du Bouvier).

## Sources
- Hygin, Astronomie [détail des éditions] [(la) lire en ligne] (II, 4).